# John Fletcher

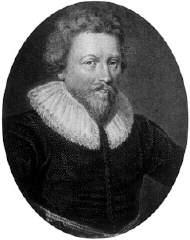
John Fletcher

John Fletcher (1579-1625) fou un dramaturg anglès del període jacobí.

## Biografia
Fletcher va néixer el desembre del 1579, i fou batejat el 20 de desembre a Rye, Sussex. Va morir de peste l'agost del 1625 a Southwark, St. Saviour. Va anar a la Universitat de Corpus Christi quan tenia onze anys, però no se sap si arribà a graduar-s'hi, si bé gaudia d'una certa reputació com acadèmic.
Juntament amb William Shakespeare i Ben Jonson, Fletcher era considerat pels seus contemporanis com un dels dramaturgs més dotats i influents de la literatura jacobina. Va succedir Shakespeare com a cap a la companyia imperant londinenca dels King's Men. A diferència de William, John no era accionista de la firma. Del 1590 al 1642 es convertí en un dels vuit homes que sempre figuraven sota contracte per a nombrosos teatres de la capital anglesa, privilegi que compartia amb Thomas Heywood, Thomas Dekker, Philip Massinger, William Shakespeare, James Shirley, William Rowley i Richard Brome.
El seu talent és perceptible en dos subgèneres literaris: la tragicomèdia i la comèdia de formes, que foren molt populars entre els dramaturgs que van viure durant el regnat de Carles I d'Anglaterra i d'Escòcia i la Restauració Anglesa.
El seu pare, Richard Fletcher, era un clergue ambiciós i exitós, que fou en el seu moment capellà de Peterborough, bisbe de Bristol, Worcester i Londres, així com capellà per a la reina.
Com a capellà, fou Richard Fletcher qui durant l'execució de Maria Estuard, a Fotheringay "s'agenollà sobre la bastida i començà a resar altament i llarga, en un estil retòric i prolongat, com determinat a forçar el seu camí dins de les pàgines de la història", i qui cridà a la seva mort "També morin tots els enemics de la reina!". John Fletcher tenia vuit anys llavors, i era cosí del poeta isabelí Phineas Fletcher.
Descomptant els registres de les seves obres, els detalls de la seva vida són escassos. Entre el 1609 i el 1625 s'estima que Fletcher es trobava involucrat en la producció de quaranta-dues peces teatrals. Almenys vint-i-una n'han estat exposades com a col·laboracions, incloent-hi aportaments de Francis Beaumont, Nathan Field, William Shakespeare, William Rowley i Philip Massinger. Només nou obres van ser publicades mentre era viu.
És famós sobretot per escriure El domador domesticat el 1611, una seqüència còmica de La feréstega domada, vint anys després que William Shakespeare.

## Obres
És gairebé impossible d'establir una cronologia exacta o una exclusiva atribució dels seus treballs. Tan populars eren les obres de Beaumont i Fletcher, que una autoria és molt plausible, sense descartar oportunes contribucions d'altres autors.

### Obres pròpies
- La pastora fidel
- Enginy sense diners
- Valentino
- L'assumpte lleial
- L'amant boig
- El lloctinent graciós
- Dones satisfetes
- La caceria de l'oca salvatge
- El pelegrí
- La princesa de l'illa
- Monsenyor Tomàs
- El premi de la dona
- Una esposa per un mes
- Ordena i tindràs una dona
- Les casualitats

### En col·laboració

#### AmbPhilip Massinger
- El doble matrimoni
- Sir John van Olden Barnavelt
- El fals
- El petit advocat francès
- El costum del camp
- Les lleis de Caramel (i possiblemente amb Beaumont)
- El coadjutor espanyol
- L'arbusto del captaire
- El progrés de l'amant
- El germà gran
- La profetissa (possiblement)
- El cavaller de Malta (i amb Field)
- Rolo, Duc de Normandia, o el Germà sanguinari (i amb Jonson i George Chapman)
- La dama blanca de la taberna (i amb John Ford i John Webster)

#### Amb William Shakespeare
- Enric VIII o Tot és veritat
- Cardeni
- Els dos nobles cavallers

#### Produïdes ambFrancis Beaumont
- El misogin
- La venjança de Cupido
- Filastre
- La tragèdia de la dama
- Quatre obres en una
- La cura a l'amor (i amb Massinger)
- La dona desdenyosa
- El cavaller del pistader ardent
- El Coxcomb
- Un rei i no tan rei
- Talents en moltes armes
- La fortuna de l'home honest
- Thierry i Theodoret (i amb Massinger)
- El capità
- Bonduca